# 洗足学園魚津短期大学
洗足学園魚津短期大学（せんぞくがくえんうおづたんきだいがく、英語: Senzoku Gakuen Uozu Junior College）は、富山県魚津市天神野新字西大野148番地の甲にあった私立短期大学である。1980年に設置され、2002年に廃止された。大学の略称は魚津短大。

## 概要

### 大学全体
- 設置主体は学校法人洗足学園[2]。
- 2学科4専攻、入学総定員200名体制で1980年に開学[3]。
- 2000年度の入学生を最後に学生の募集が停止され[注釈 3]、2002年に廃止された[6]。

### 建学の精神（校訓・理念・学是）
- 洗足学園魚津短期大学における建学の精神は「理想高遠、実行卑近」となっている[3]。

### 教育および研究
- 洗足学園魚津短期大学は富山県内で唯一の音楽科を擁していた。音楽療法に関する科目も開講されていた。

## 沿革
- 1979年
  - 7月10日 - 魚津市より建設予定地の土地49,689m2の寄贈を受ける[7]。
  - 12月27日 - 魚津市緑町の土地663m2、建物（鉄筋コンクリート造陸屋根2階建て370m2）の土地建物を魚津市より取得[8]。
- 1980年
  - 1月8日 左記を以て文部省[注 1]より短期大学の設置が認可される[注 2]。
  - 1月30日 緑町の建物を職員宿舎用に増築、改修を施す[9]。
  - 4月1日 洗足学園魚津短期大学校舎竣工[注 3]並びに以下の学科体制にて開学[注 4]。
    - 音楽科 
      - ピアノ専攻 入学定員50名
      - 声楽専攻 入学定員50名

    - 文科
      - 英文専攻 入学定員50名
      - 国文専攻 入学定員50名

  - 5月1日 学生数[13]/定員
    - 音楽科 63[注 5]
    - 文科 女子67

  - 10月13日 - 体育館（鉄筋コンクリート鉄骨造2階建て1,153m2）完成[14]。
- 1981年
  - 3月26日 - 学生寮（鉄筋コンクリート造陸屋根3階建て449m2）竣工[15]。
- 1989年
  - 4月1日 音楽科ピアノ専攻を器楽専攻に名称変更する[16]。
  - 5月1日 学生数[17]/定員
    - 音楽科 116[注 6]/200
    - 文科 252[注釈 4]/300
- 1991年
  - 4月1日 文科の各専攻の入学定員を以下の通り変更する[18]。
    - 英文専攻 入学定員50[19]→75[20]
    - 国文専攻 入学定員50[19]→75[20]

  - 5月1日 学生数[21]/定員
    - 音楽科 160[注 7]/200
    - 文科 308[注 8]/250
- 1992年
  - 4月1日 音楽科の各専攻課程の入学定員を以下の通り変更する[22]。
    - 器楽専攻 50→80[23]
    - 声楽専攻 50→20[23]

  - 5月1日 学生数[24]/定員
    - 音楽科 196[注 9]/200
    - 文科 300[注釈 4]/300
- 1996年
  - 4月1日 文科英文専攻の入学定員75→60に変更[25]。
  - 5月1日 学生数[26]/定員
    - 音楽科 289[注 10]/200
    - 文科 230[注 11]/285
- 1999年
  - 5月1日 学生数[27]/定員
    - 音楽科 200[注 12]/200
    - 文科 70[注 13]/270
- 2000年
  - 4月1日 学生募集が最後となる[注釈 3]。
- 2002年
  - 3月31日 - 閉校[12]。
  - 5月29日 - 左記を以て正式に廃止[6]。

## 基礎データ

### 所在地
- 富山県魚津市天神野新字西大野148番地の甲[注釈 2]

### 象徴
- 洗足学園魚津短期大学のカレッジマークは「Senzoku Gakuen」の「S・G」を合せたものとなっていた[3]。

## 教育および研究

### 組織

#### 学科
- 音楽科 入学定員100名[注釈 5]
  - 器楽専攻 入学定員80名[注釈 6]
  - 声楽専攻 入学定員20名[注釈 6]
- 文科 入学定員100名[注釈 5]
  - 英文専攻 入学定員60名[注釈 6]
  - 国文専攻 入学定員75名[注釈 6]

#### 専攻科
- なし

#### 別科
- なし

#### 取得資格について
- 中学校教諭二種免許状が設置されていた。
  - 国語：文科国文専攻
  - 英語：文科英文専攻
  - 音楽：音楽科

### 研究
- 『魚津国文』[30]
- 『魚津シンポジウム』[31]

ほか。

## 学生生活

### 部活動・クラブ活動・サークル活動
- 洗足学園魚津短期大学で活動していたクラブ活動
  - 体育系：卓球・バスケットボール・テニス・バドミントン・野球・ソフトボールほか
  - 文化系：美術・俳句・音楽療法・軽音楽・ダンス・ボランティア・インターネット・放送・囲碁・将棋・園芸・腹話術・図書館ほか

### 学園祭
- 洗足学園魚津短期大学の学園祭は例年、11月に行われた。

### スポーツ
- 軟式野球部が女子の部では毎年、魚津市で行われている全国大学女子軟式野球大会でベスト4進出の実績があった。
- バレーボール部が女子の部で北陸三県大学バレーボールリーグ1部昇格。全国私立短期大学体育大会など様々なスポーツイベントに出場していた。

## 大学関係者と組織

### 大学関係者一覧

#### 大学教員
- 池田彌三郎 - 慶應義塾大学定年後に教授に就任

#### 出身者
- 小山ジャネット愛子 - 卒業生

## 施設

### キャンパス
- 当時、JR北陸本線（現・あいの風とやま鉄道線）魚津駅からバスまたは短期大学専用のスクールバスも運行されていた。
- 本部棟・音楽科練習棟・管理棟・食堂棟・体育館・部室棟・駐輪場などがあった。

### 学生食堂
- 洗足学園魚津短期大学の学生食堂（学食）は、食堂棟と称したところにあった。

### 寮
- 女子学生を対象とした学生寮が敷地内にあった。

## 対外関係

### 他大学との協定

#### アメリカ
- コルビーソーヤー大学
- レズリー大学
- メリーマウント大学
- イリノイ大学
- イースタンイリノイ大学
- スティーヴンス大学
- スポーケンフォールズコミュニティ大学
- ウェスタンオレゴン大学

#### オーストラリア
- ウーロンゴン大学

### 系列校
- 洗足学園音楽大学
- 洗足こども短期大学
- 洗足学園中学校・高等学校

## 卒業後の進路について

### 就職について
- 文科：一般企業への就職者が多いものとなっていた。
- 音楽科：ヤマハ・河合楽器製作所などの音楽教室でのピアノ教室講師に就く人、短期大学の研究生として残る人など音楽に携わる職に就く人が多いものとなっていた。

### 編入学・進学実績
- 文科
  - 国文専攻：高岡法科大学・金沢学院大学・追手門学院大学ほか。
  - 英文専攻：杏林大学・敬和学園大学・北陸大学ほか。
- 音楽科：洗足学園大学・昭和音楽大学ほか。

## その他
- 校舎は第12回（昭和56年度）富山県建築賞一般の部に入賞している[32]。

## 関連リンク
- 洗足学園
- 洗足学園富山文庫